# Средняя Быковка
Средняя Быковка (чув. Вӑтам Вӑкӑрьел) — деревня в Кошкинском районе Самарской области России. Входит в состав сельского поселения Нижняя Быковка.

## Название
Наименование поселения происходит от прямого перевода чувашского названия "Вăтам Вăкăрьел" что переводится как "Средняя Быково". Некоторые чуваши проживающие в Кошкинском районе, Нурлатском районе, Челновершинском районе, причисляли себя к племенам Огур (чув.Вăкăр ель) и считали себя потомками Волжских Булгар. Само слово Огуры происходит от чувашского "Вогур - Бык, Вол", дабы это было тотемным животным этих племен и эти племена перемещались (кочевали) на запряженных волами юртах (çурт) на колесах. Аналогичное название и носило деревня Якушкино (ист. Вăкăр ель - Быково).

## География
Деревня находится в северной части Самарской области, в лесостепной зоне, на берегах реки Средняя Быковка, на расстоянии примерно 16 километров (по прямой) к юго-востоку от села Кошки, административного центра района. Абсолютная высота — 145 метров над уровнем моря.
Климат
Климат характеризуется как умеренно континентальный, с холодной малоснежной зимой и жарким сухим летом. Среднегодовая температура воздуха — 3,4 °С. Средняя температура воздуха самого тёплого месяца (июля) — 19,4 °C (абсолютный максимум — 42 °C); самого холодного (января) — −13 °C (абсолютный минимум — −47 °C). Среднегодовое количество атмосферных осадков составляет 498 мм, из которых 339 мм выпадает в период с апреля по октябрь. Снежный покров держится в течение 151 дня.
Часовой пояс
Деревня Средняя Быковка, как и вся Самарская область, находится в часовой зоне МСК+1. Смещение применяемого времени относительно UTC составляет +4:00.

## Население
| 2010 |
| ---- |
| 123  |

Половой состав
По данным Всероссийской переписи населения 2010 года в гендерной структуре населения мужчины составляли 43,9 %, женщины — соответственно 56,1 %.
Национальный состав
Согласно результатам переписи 2002 года, в национальной структуре населения чуваши составляли 71 % из 119 чел.